# Aleuas vitticollis
Aleuas vitticollis är en insektsart som beskrevs av Carl Stål 1878. Aleuas vitticollis ingår i släktet Aleuas och familjen gräshoppor. Inga underarter finns listade i Catalogue of Life.